# Hopperstad stavkirke
Hopperstad stavkirke er en stavkirke som står på gården Hopperstad nær Vikøyri i Vik kommune, Sogn og Fjordane fylke i Norge.
Stavkirken er sandsynligvis opført omkring år 1130, og den står på sin originale plads. Kirken, som også har været kaldt Hoprekstad, ejes af Fortidsminneforeningen. Dendrokronologiske prøver taget i 1997 på syv forskellige steder i kirken gav dateringer mellem 1034 og 1116, men ingen endelig datering. I 1982 blev der ved en reparation i nordre kryds afdækket et stolpehul, hvilket kan indikere at det tidligere har stået en stolpekirke på stedet.